# Edmund Bartkowski
Edmund Bartkowski (ur. 15 lipca 1894 w Chełmcach, zm. 17 września 1939 w okolicy Kowla) – podpułkownik artylerii Wojska Polskiego, komendant powstania wielkopolskiego w Nakle nad Notecią.

## Życiorys
Urodził się w rodzinie Wiktora i Marii z Pechnów. Był bratem Juliana (ur. 1886), Ignacego (ur. 1887) i Wiktora (1895–1919). W 1900 rodzina przeprowadziła się z Chełmców do Nakła nad Notecią, gdzie Edmund współinicjował założenie skautowej drużyny im. Tadeusza Kościuszki. Był też członkiem tajnego Towarzystwa Tomasza Zana, za co usunięto go ze szkoły. Gimnazjum ukończył w Rogoźnie. Po wybuchu I wojny światowej został wcielony do armii pruskiej jako artylerzysta i doszedł do stopnia podporucznika.  
Do Nakła wrócił w początku 1918, po demobilizacji, gdzie zaangażował się w proces tworzenia struktur powstańczych. Był działaczem POW Zaboru Pruskiego. Rada Ludowa w Nakle mianowała go komendantem powstania na miasto. Powstanie wielkopolskie wybuchło tu 1 stycznia 1919. Miał początkowo pod swoją komendą 130 ochotników. Rozwijał działania na północ od Nakła oraz utrzymywał pozycje na pozostałych kierunkach, wspierając akcje w Wyrzysku, Mroczy, Sadkach, Białośliwiu oraz Wysokiej. Kierował bitwą o Nakło. Nadzorował walki podczas bitwy o Ślesin (5–6 stycznia 1919) i o Mroczę (7–8 stycznia 1919). Uczestniczył w rokowaniach w Bydgoszczy, na mocy których Polacy wycofali się na południe od Noteci. Po opuszczeniu Nakła służył w Sztabie Dowództwa Głównego Powstania w Poznaniu. Walczył w wojnie z bolszewikami, a także służył przy Naczelnej Komendzie Powstańczej podczas III powstania śląskiego (pseudonim Pruj). 
Od 1921 był kapitanem. 12 kwietnia 1927 został mianowany na stopień majora ze starszeństwem z dniem 1 stycznia 1927 i 61. lokatą w korpusie oficerów artylerii. W czerwcu tego roku został wyznaczony na stanowisko dowódcy I dywizjonu 8 pac. W lipcu 1928 został przeniesiony do kadry oficerów artylerii z równoczesnym przeniesieniem służbowym do Szkoły Podchorążych Rezerwy Artylerii we Włodzimierzu Wołyńskim na stanowisko dowódcy nowo utworzonego III dywizjonu szkolnego. W grudniu 1932 został przeniesiony do 7 pułku artylerii ciężkiej w Poznaniu na stanowisko dowódcy dywizjonu. 17 stycznia 1933 został awansowany na stopień podpułkownika ze starszeństwem z dniem 1 stycznia 1933 i 17. lokatą w korpusie oficerów artylerii. W kwietniu tego roku został przesunięty na stanowisko kwatermistrza pułku. W październiku 1934 został przeniesiony do 17 pułku artylerii lekkiej w Gnieźnie na stanowisko zastępcy dowódcy pułku (od 1938 – I zastępca dowódcy). Na tym stanowisku pozostawał do roku 1939.
Zginął w walce z sowietami 17 września 1939 w pobliżu Kowla.
Edmund Bartkowski był żonaty z Klarą z domu Kruppik (1898–1976), z którą miał trzy córki: Teresę Stanecką (1934–2015), Marię Orłowską (1935–1996) i Klarę Bartkowską (1939–2010, profesora zoologii).

## Ordery i odznaczenia
- Krzyż Niepodległości z Mieczami (18 października 1932)[15][16]
- Krzyż Walecznych (dwukrotnie – „za czyny męstwa i odwagi wykazane w bojach toczonych w latach 1918–1921”)[17]
- Złoty Krzyż Zasługi (22 grudnia 1928)[18][17]